# Restriction of Hazardous Substances Directive
RoHS (сокращение от англ. Restriction of Hazardous Substances) — директива, ограничивающая содержание вредных веществ, была принята Европейским союзом в феврале 2003 года. Директива вступила в силу 1 июля 2006 года. Каждое государство — член Европейского Союза будет применять свои собственные правила обеспечения соблюдения и осуществления, используя эту директиву в качестве руководства.
RoHS часто упоминается как «директива без свинца», но ограничивает использование следующих десяти веществ:
- Свинец (Pb)
- Ртуть (Hg)
- Кадмий (Cd)
- Шестивалентный хром (Cr6+)
- Полибромированные бифенилы (ПБД)
- Полибромированный дифениловый эфир (ПБДЭ)
- Бис (2-этилгексил) фталат (DEHP)
- Бутилбензилфталат (BBP)
- Дибутилфталат (DBP)
- Диизобутилфталат (DIBP)

DEHP, BBP, DBP и DIBP добавлены в Directive (EU) 2015/863, которая опубликована 31 марта 2015 года.

## Законодательство

Маркировка CE

Продукты в рамках директивы RoHS 2 должны отображать знак CE, имя и адрес производителя, а также серийный номер или номер партии. Сторонам, которым необходимо иметь более подробную информацию о соответствии, можно найти это в Декларации соответствия ЕС для продукта, созданной производителем (владельцем бренда), ответственным за дизайн или представителем ЕС. Регулирование также требует от большинства участников цепочки поставок продукта (импортёра и распространителей) хранить и проверять этот документ, а также обеспечивать соблюдение процесса соответствия и обеспечивать правильность перевода на язык для инструкций. Изготовитель должен хранить определённую документацию для подтверждения соответствия, известного как технический файл или технические записи. Директива требует от производителя продемонстрировать соответствие с использованием тестовых данных для всех материалов или по согласованному стандарту (EN 50581:2012). Регулирующие органы могут запросить этот файл или конкретные данные из него.
RoHS не требует какой-либо специальной маркировки продукта, однако многие производители приняли свои собственные метки соответствия, чтобы уменьшить путаницу. Визуальные индикаторы включали явные «Соответствующие RoHS» метки, зелёные листья, контрольные метки и маркировки «PB-Free». Китайские лейблы RoHS, нижний регистр «e» внутри круга со стрелками, также могут подразумевать соблюдение.
RoHS 2 пытается решить эту проблему, требуя вышеупомянутого знака СЕ, использование которого контролируется агентством по соблюдению торговых стандартов. В нём указывается, что единственным допустимым признаком соответствия RoHS является знак СЕ. Соответствующая директива WEEE (Директива об утилизации электрического и электронного оборудования), которая стала законом одновременно с RoHS, изображает логотип перечёркнутого мусорного контейнера и часто сопровождает знак CE.
Последние два вещества иногда используются в качестве добавок-ингибиторов горения при производстве пластмасс.

### Область действия
1 июля 2006 года директива RoHS (под номером 2002/95/EC) вступила в действие на территории Европейского союза. Цель директивы — ограничить применение опасных веществ для обеспечения защиты здоровья людей и окружающей среды.
Директива RoHS устанавливает точные пределы допустимых концентраций, соблюдение которых обязательно, в отличие, например, от некоторых других директив (в частности директивы WEEE), которые лишь рекомендуют придерживаться некоторых безопасных значений.
Директива RoHS распространяет своё действие не только на территорию ЕС, но и на производителей электронного и электрического оборудования за пределами стран ЕС в том случае, если их продукция предназначена для стран ЕС.
Директива RoHS распространяется на следующие категории продукции:
- бытовая техника,
- телекоммуникационное оборудование и оборудование информационной техники,
- потребительская электроника,
- осветительная аппаратура,
- электрические инструменты,
- игрушки,
- товары для досуга и спортивные товары,
- торговые автоматы,
- лампы накаливания.

8 июня 2011 года была опубликована новая Директива 2011/65/EU Directive RoHS 2. Государства — члены ЕС должны реализовать Директиву RoHS 2 не позднее 2 января 2013 года. После вступления в силу новой Директивы RoHS надзорные органы Европейского Союза усиливают контроль за размещаемой продукцией, подпадающей под настоящую Директиву, на внутреннем рынке ЕС. Продукция, не имеющая подтверждающей документации (соответствие RoHS), не будет допущена к размещению на территории стран членов Европейского Союза.
В новой и старой директивах имеются некоторые различия. При экспорте в страны Европейского Союза признаются исследования на соответствие Директивы RoHS только тех испытательных лабораторий, область аккредитации которых включает международные стандарты серии IEC 62321.